# Beniamino Cavicchioni
Beniamino Cavicchioni   (né le 27 décembre 1836 à Vejano dans le Latium, et mort le 17 avril 1911 à Rome) est un cardinal italien du début du XXe siècle. 

## Biographie
Beniamino Cavicchioni est nommé archevêque titulaire d'Amida (de) en 1884 et est envoyé comme légat apostolique en Équateur (en), Pérou (en) et Bolivie (en). Il exerce des fonctions au sein de la curie romaine, notamment comme secrétaire de la "congrégation pour la Propaganda Fide" et comme pro-secrétaire et secrétaire de la "congrégation du Concile". Le pape Léon XIII le crée cardinal lors du consistoire du 22 juin 1903. 
Il participe au concile de  Vatican I en 1869-1870 et au conclave de 1903, lors duquel Pie X est élu pape.

## Succession apostolique
Beniamino Cavicchioni a ordonné les évêques suivants :
- Évêque Giovanni Capitoli (1909)